# KBS 한민족방송 뉴스
KBS 한민족방송 뉴스는 KBS 한민족방송에서 방송되는 라디오 뉴스 프로그램이다.
- 박태원 아나운서
- 심인보 아나운서
- 장수연 아나운서
- 이지연 아나운서

## 개요
매일 오후 4시, 저녁 6시, 평일 낮 1시, 저녁 8시에만 방송된다. 단, 0시 뉴스는 KBS 제1라디오에서 수중계된다.